# Hauwa Ibrahim
Hauwa Ibrahim és una advocada nigeriana que lluita en favor dels drets humans al seu país.
Coneguda per defensar els condemnats sota les lleis de la xara islàmica, lleis que estan especialment vigent en 12 províncies del nord del seu país. Des de 1997 ha actuat en 47 casos, majoritàriament de dones acusades d'adulteri i amb la possibilitat que la seva condemna sigui la mort per lapidació. Entre altres casos cal destacar els d'Amina Lawal, Safiya Hussaini i Hafstau Abubákar, tots ells amb gran ressò mundial.
L'any 2005 fou guardonada amb el Premi Sàkharov per la Llibertat de Consciència, concedit pel Parlament Europeu, juntament amb l'associació cubana Damas de Blanco i Reporters Sense Fronteres.